# جاكوب إكلوند
جاكوب إكلوند (بالسويدية: Jakob Eklund)‏ (و. 1962 – م) هو ممثل، من السويد، ولد في غوتنبرغ.

## وصلات خارجية
- جاكوب إكلوند على موقع IMDb (الإنجليزية)
- جاكوب إكلوند على موقع ميتاكريتيك (الإنجليزية)
- جاكوب إكلوند على موقع روتن توميتوز (الإنجليزية)
- جاكوب إكلوند على موقع ألو سيني (الفرنسية)
- جاكوب إكلوند على موقع ميوزك برينز (الإنجليزية)
- جاكوب إكلوند على موقع أول موفي (الإنجليزية)
- جاكوب إكلوند على موقع قاعدة بيانات الأفلام السويدية (السويدية)
- جاكوب إكلوند على موقع قاعدة بيانات الفيلم (الإنجليزية)
- جاكوب إكلوند على موقع كينوبويسك (الروسية)